# Oscar-Peterson-Statue

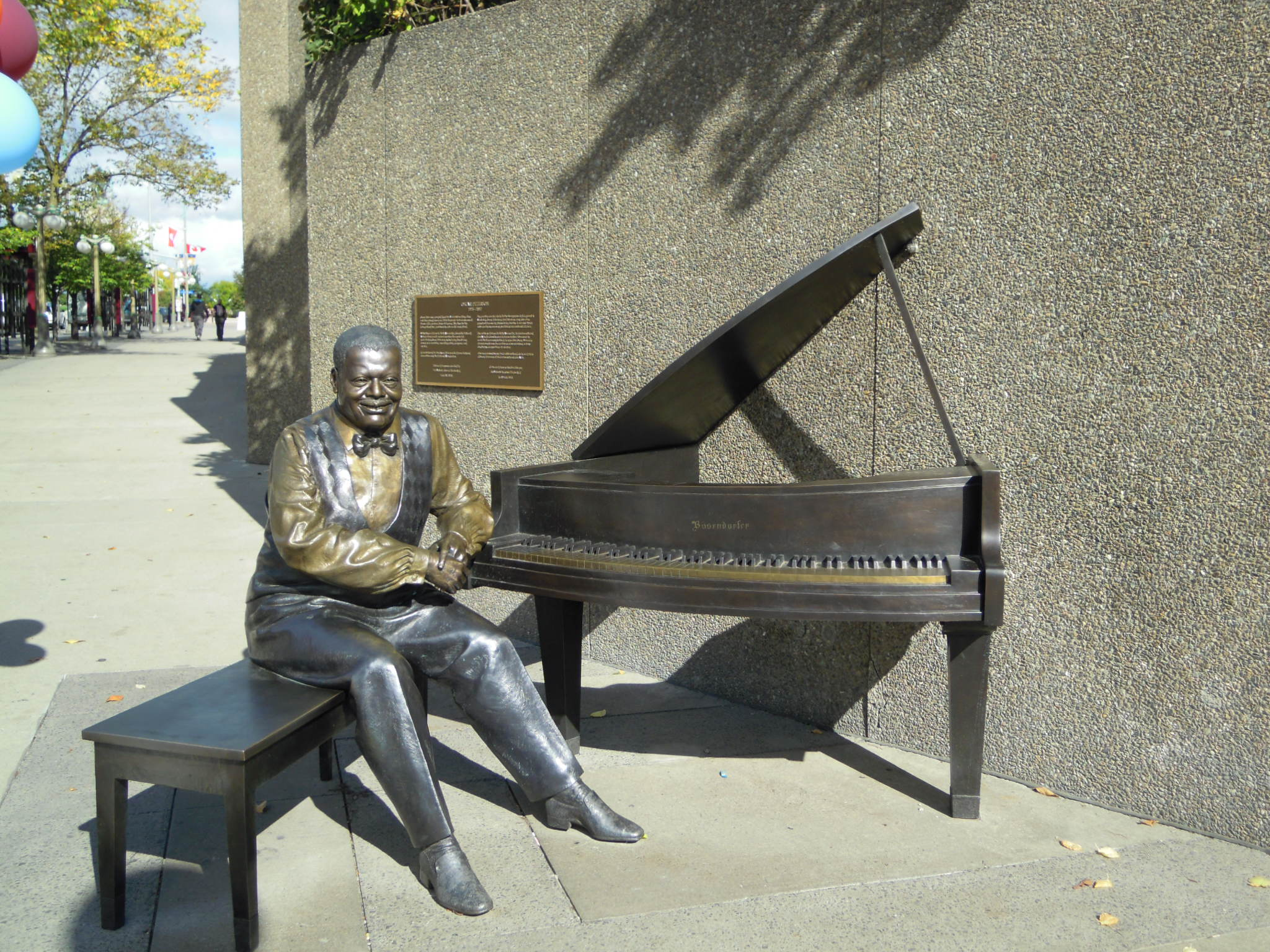
Oscar-Peterson-Statue

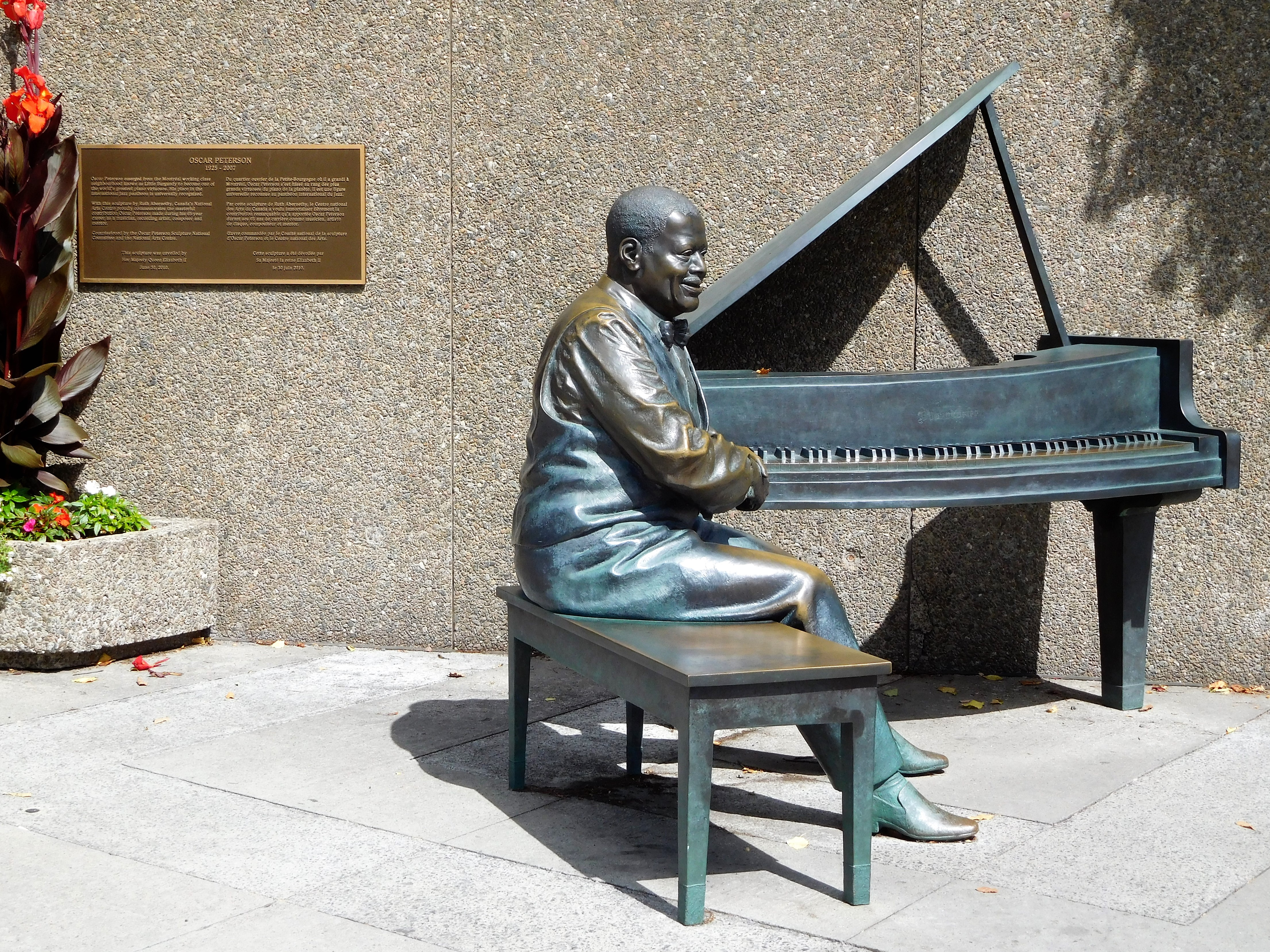
Seitenansicht

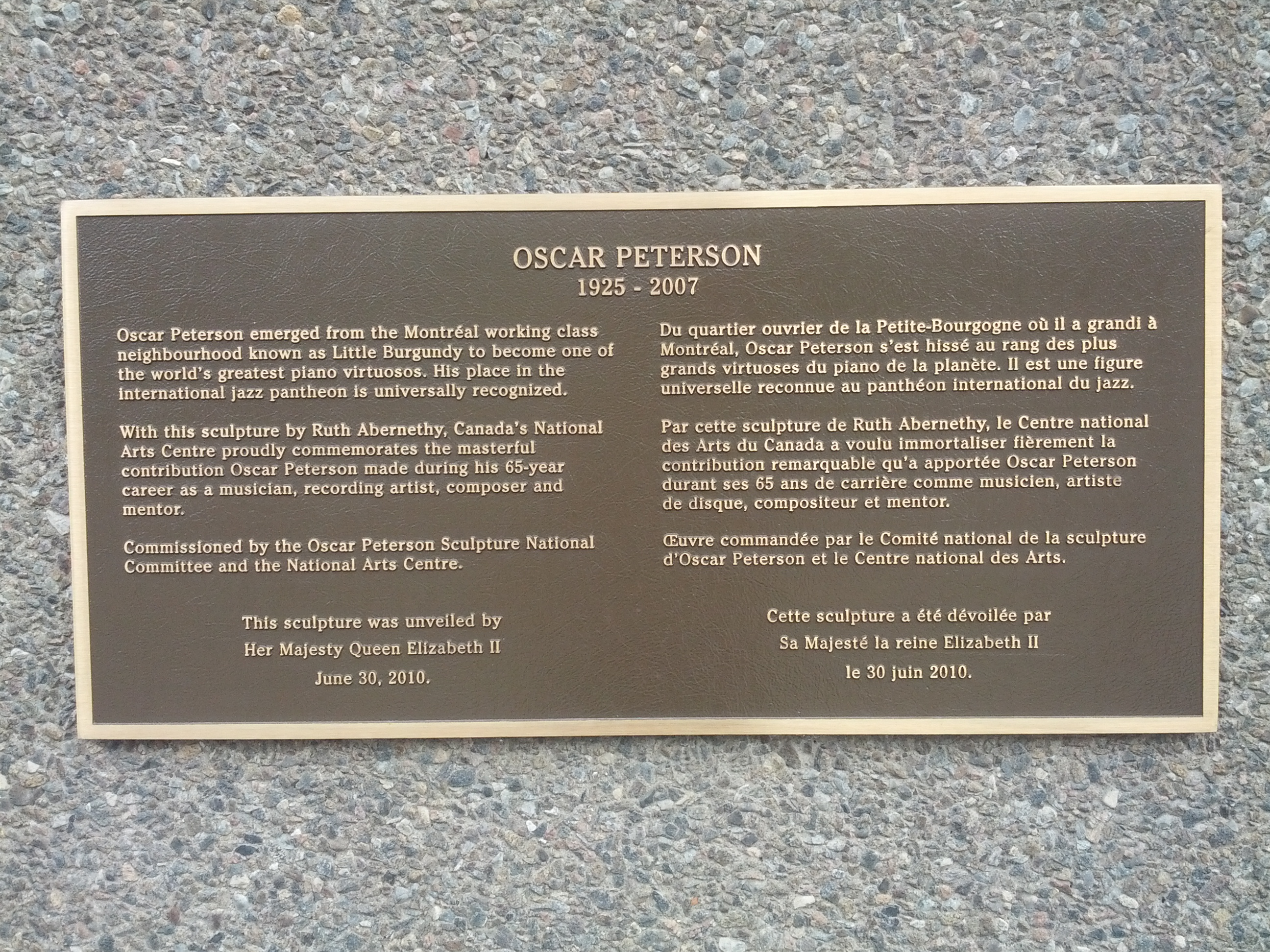
Schautafel

Die Oscar-Peterson-Statue ist eine von der kanadischen Bildhauerin Ruth Abernethy gefertigte Sitzskulptur des kanadischen Jazz-Pianisten Oscar Peterson (1925–2007), die sich neben dem National Arts Centre in der kanadischen Bundeshauptstadt Ottawa befindet.

## Geschichte
Die Oscar-Peterson-Statue wurde von der Bildhauerin Ruth Abernethy geschaffen. Die Kosten betrugen ca. 300.000 C $ und wurden durch Spenden aufgebracht. Im Beisein von vielen Ehrengästen und Offiziellen der Stadt wurde die Statue am 30. Juni 2010 von Königin Elisabeth II., die sich zusammen mit ihrem Ehemann Philip, Duke of Edinburgh zu einem Staatsbesuch in Kanada aufhielt, enthüllt. Mehr als 10.000 Verehrer des Künstlers säumten außerdem die umliegenden Straßen.

## Beschreibung
Die etwa lebensgroße, aus Bronze gefertigte Oscar-Peterson-Statue zeigt den Künstler auf einer Bank vor einen Flügel sitzend. Peterson ist elegant gekleidet und trägt einen Querbinder. Offenbar pausiert er gerade während eines Konzerts. Mit dem linken Ellenbogen stützt er sich auf dem Flügel ab. Seine Gesichtszüge zeigen ein Lächeln. Die Bank, auf der Peterson sitzt, ist dergestalt verlängert, dass eine weitere Person neben ihm sitzen kann. Diese Tatsache wird von Touristen gerne genutzt, um Fotos mit dem Pianisten anzufertigen.
Die Klaviatur des Flügels enthält 97 Tasten, statt der sonst meist verwendeten 88 Tasten. Die zusätzliche Oktave war von Peterson extra gewünscht, um seinen musikalischen Erfindungsreichtum voll zur Geltung zu bringen.
Hinter der Statue befindet sich eine Schautafel, die Erklärungen in englischer und französischer Sprache zur Herkunft Petersons, seinem Wirken sowie Angaben zur Bildhauerin und zur Einweihung der Statue enthalten.

## Vandalismus
Im August 2014 wurden der Oscar-Peterson-Statue Tränen mit goldener Farbe angemalt sowie die Augen ebenso eingefärbt, was als Vandalismus eingestuft wurde. Auf einer Überwachungskamera waren zwei Jugendliche zu erkennen, die um 00:30 Uhr in der Nacht die Tat ausführten. Bereits am Abend desselben Tages konnte die Farbe wieder entfernt werden. Welche Aussage mit der Aktion vermittelt werden sollte, konnte nicht geklärt werden.